# Hustler Musik
Hustler Musik è un brano musicale del rapper di New Orleans Lil Wayne, pubblicato come quinto singolo estratto dall'album Tha Carter II.

## Tracce
12" Vinyl Universal Records B0006145-11, UNIR 21555-1
Lato A
1. Hustler Musik (Main) - 5:05
2. Hustler Musik (Radio Edit) - 4:16

Lato B
1. Hustler Musik (Instrumental) - 5:03
2. Hustler Musik (Acapella) - 5:04

## Classifiche
| Classifica (2006)                    | Posizione Più alta |
| ------------------------------------ | ------------------ |
| U.S. Billboard Hot 100               | 87                 |
| U.S. Billboard Hot R&B/Hip-Hop Songs | 26                 |
| U.S. Billboard Hot Rap Tracks        | 16                 |